# Lygromma chamberlini
Lygromma chamberlini là một loài nhện trong họ Gnaphosidae.
Loài này thuộc chi Lygromma. Lygromma chamberlini được Willis J. Gertsch miêu tả năm 1941.